# Columnea praetexta
Columnea praetexta är en tvåhjärtbladig växtart som beskrevs av Johannes von Hanstein. Columnea praetexta ingår i släktet Columnea och familjen Gesneriaceae. Inga underarter finns listade i Catalogue of Life.